# Pinneberg (okrug)
Okrug Pinneberg (njem.: Kreis Pinneberg) je površinom najmanji okrug u Schleswig-Holsteinu, ali je zato najnaseljeni okrug u pokrajini. Pinneberg pripada metropolnoj regiji Hamburga. 

## Zemljopis
Okrug Pinneberg nalazi se na jugozapadu Schleswig-Holsteina i graniči na zapadu i sjever s okrugom Steinburg, na istoku s okrugom Segebergm, na jugoistoku s gradom Hamburg i na jugozapadu s pokrajinom Donjom Saskom. Otok Helgoland od 1932. godine također pripada okrugu, iako Pinneberg ne graniči s morem. 
U zapadnim dijelu okruga postojale su velike močvare, od kojih danas postoje još samo četiri. Kod mjesta Quickborn se još danas vadi treset.

## Znamenitosti
- Samostan u Uetersenu iz 13. stoljeća (Tu je počeo rasplod poznate konjske rase Holsteiner)
- Nekoliko dvoraca iz 13. stoljeća
- Kula u Pinnebergu iz 12. stoljeća
- Sabirni logor u Neuengamme

## Gospodarstvo
Okrug Pinneberg posjeduje jedan od najvećih šumskih rasadnika na svijetu i dva rasploda za ruže koji imaju značajan utjecaj na svjetski tržište ruža. 
U 400 šumskih rasadnika radi čak 4.000 osoba.
Sljedeća poduzeća nalaze se u okrugu Pinneberg:
1. Peter Kölln – zobene pahuljice
2. Döllinghareico – prerada mesa (kobasice)
3. Kraft Foods – prehrana
4. Teppich Kibek
5. Tamoi – petrokemija
6. E.ON Hanse – poduzeće za opskrbu energijom
7. comdirect bank
8. Edeka – malotrgovački lanac
9. AstraZeneca – farmacijsko poduzeće (po veličini 5. na svijetu)

Na otoku Helgoland turizam daje najveći prihod.

## Obrazovanje
Na području okruga postoje tri velika, privatna, obrazovna zavoda: veleučilište u Wedelu, fizičko-tehničko učilište također u Wedelu i veleučilište Sjeverna Akademija (njem.: Nordakademie) u Elmshornu.

## Promet
Infrastruktura u okrugu Pinneberg je dobro razvijena. Do glavnog grada okruga (Pinneberga) i do Wedela može se ići s vlakom javnog prijevoza grada Hamburga (S-Bahn). Kroz Quickborn prolazi trasa za vlak između Hamburga i Neumünstera. Željeznica nadalje prolazi kroz Pinneberg i Elmshorn prema Kielu, Flesburgu i Sylt. 
Autoceste A7 i A23 prolazi također kroz okrug.
Na otoku Helgolandu smiju jedino carinici ili službe za spašavanje voziti motorno vozilo ili bicikl. Svima drugima je to zabranjeno. Za prijevoz na otoku koriste se električni auti. Iz Cuxhavena i Hamburga se može trajektom stići na otok.

## Gradovi, općine i službe
(Stanovnici 30. studenog 2006.)
| Gradovi i općine | Gradovi i općine | Gradovi i općine |
| --- | --- | ---------------- |
| - 1. Barmstedt, grad (9.475) - 2. Elmshorn, grad (48.267) - 3. Halstenbek (16.250) - 4. Helgoland (1.399) - 5. Pinneberg, grad (41.788) - 6. Quickborn, grad (20.281) | - 7. Rellingen (13.702) - 8. Schenefeld, grad (17.949) - 9. Tornesch, grad (13.015) - 10. Uetersen, grad (17.871) - 11. Wedel, grad (31.956) |                  |

Službe
| - 1. Služba Elmshorn-Land sjedište: Elmshorn - 2. Služba Haseldorf - 3. Služba Hörnerkirchen | - 4. Služba Moorrege - 5. Služba Pinnau - 6. Služba Rantzau sjedište: Barmstedt |

## Vanjske poveznice
- Službena stranica okruga Pinneberg